# Fitzwilliam College
Fitzwilliam College est un des 31 collèges de l'université de Cambridge au Royaume-Uni. Il a été fondé en 1869.

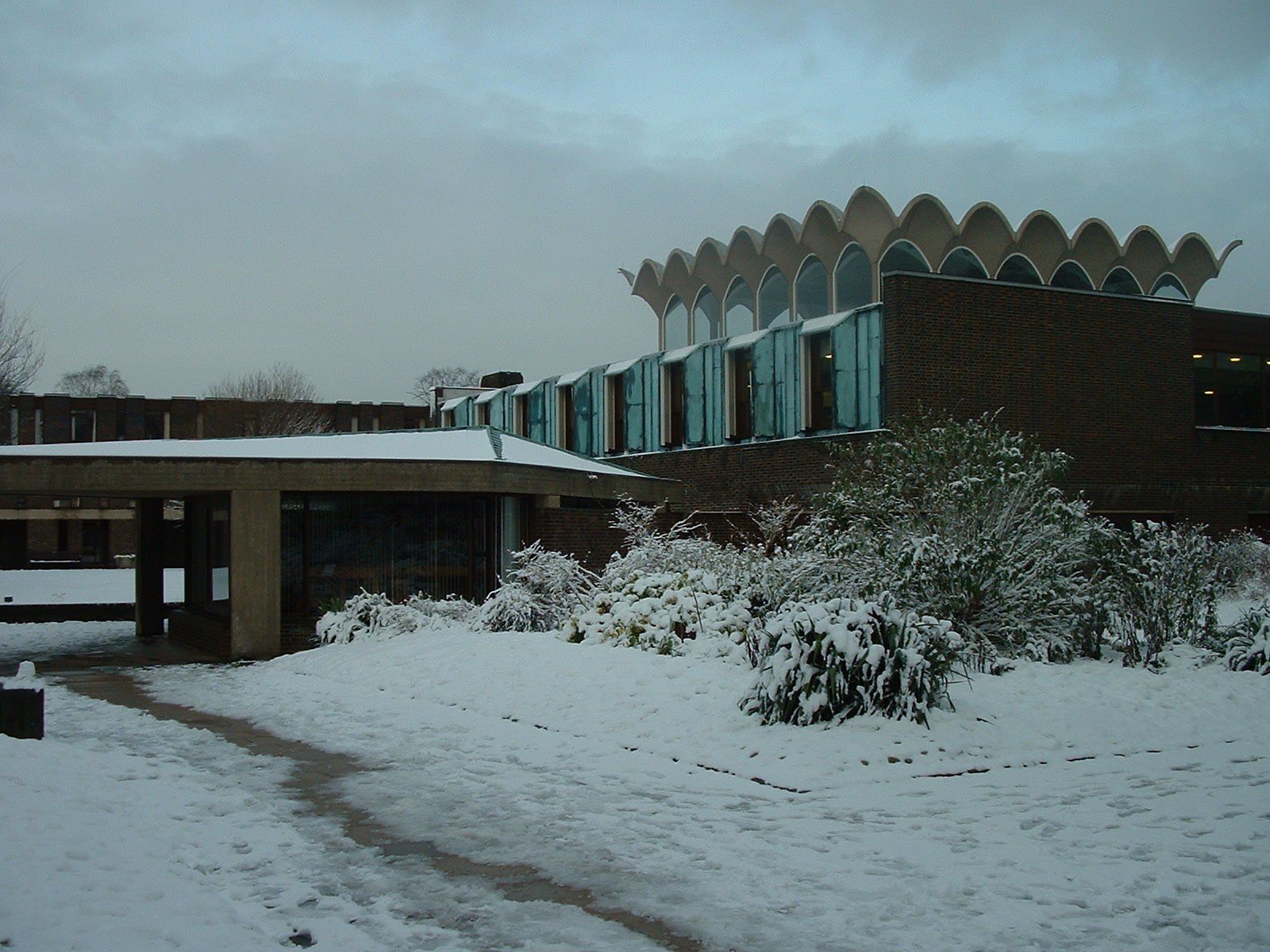
Fitzwilliam College sous la neige en janvier 2003.

## Personnalités liées
- Sally Morgan, ancienne maître du college.